# Frank Budd
Francis Joseph Budd, detto Frank (Long Branch, 20 luglio 1939 – Marlton, 29 aprile 2014), è stato un velocista e giocatore di football americano statunitense.

## Palmarès
| Anno | Manifestazione  | Sede | Evento      | Risultato | Prestazione | Note  |
| ---- | --------------- | ---- | ----------- | --------- | ----------- | ----- |
| 1960 | Giochi olimpici | Roma | 100 m piani | 5º        | 10"3        | [ 1 ] |
| 1960 | Giochi olimpici | Roma | 4×100 m     | Finale    | dq          | [ 2 ] |